# Hans Kohnert
Hans (Johannes) Kohnert (nacido 15 de novembro de 1887 em Geestemünde; defunto 10 de janeiro de 1967 em Bremerhaven) foi um empresário alemão , fabricante , presidente da Câmara de Comércio de Bremerhaven, senador e Wehrwirtschaftsführer. Após a guerra, concentrou-se em atividades políticas e honorárias profissionais e foi pintor e mecenas. 

## Biografia
Hans (Johannes) Kohnert (sobrenome original 'Kohn'), filho de Franz Kohn (23 de dezembro de 1857 — 24 de setembro de 1909) e sua esposa Johanna, nascida Gehrels (24 de dezembro de 1862 — 24 de dezembro de 1925) nasceu em 15 de novembro de 1887 em Geestemünde (Bremerhaven). Os ancestrais eram capitães e armadores que trouxeram emigrantes de Brake e Bremerhaven para América do Norte no século XIX. No caminho de volta via Caribe eles se envolveram no comércio exterior. Com o advento dos barcos a vapor em meados da década de 1850, o negócio tornou-se não lucrativo. O avô de Hans Kohn mudou-se e comprou um empresa importadora de madeira.
Hans Kohn estudou pela primeira vez pintura de belas artes na Academia de Belas Artes de Weimar. Após a morte prematura de seu pai (1909), Hans interrompeu seus estudos de arte aos 22 anos para assumir os negócios de seu pai, o negócio de importação de madeira Pundt & Kohn (P&K). Ele fez da empresa uma das maiores e mais antigas neste ramo do Baixo Weser até a Segunda Guerra Mundial e a liderou até sua morte em 1967.

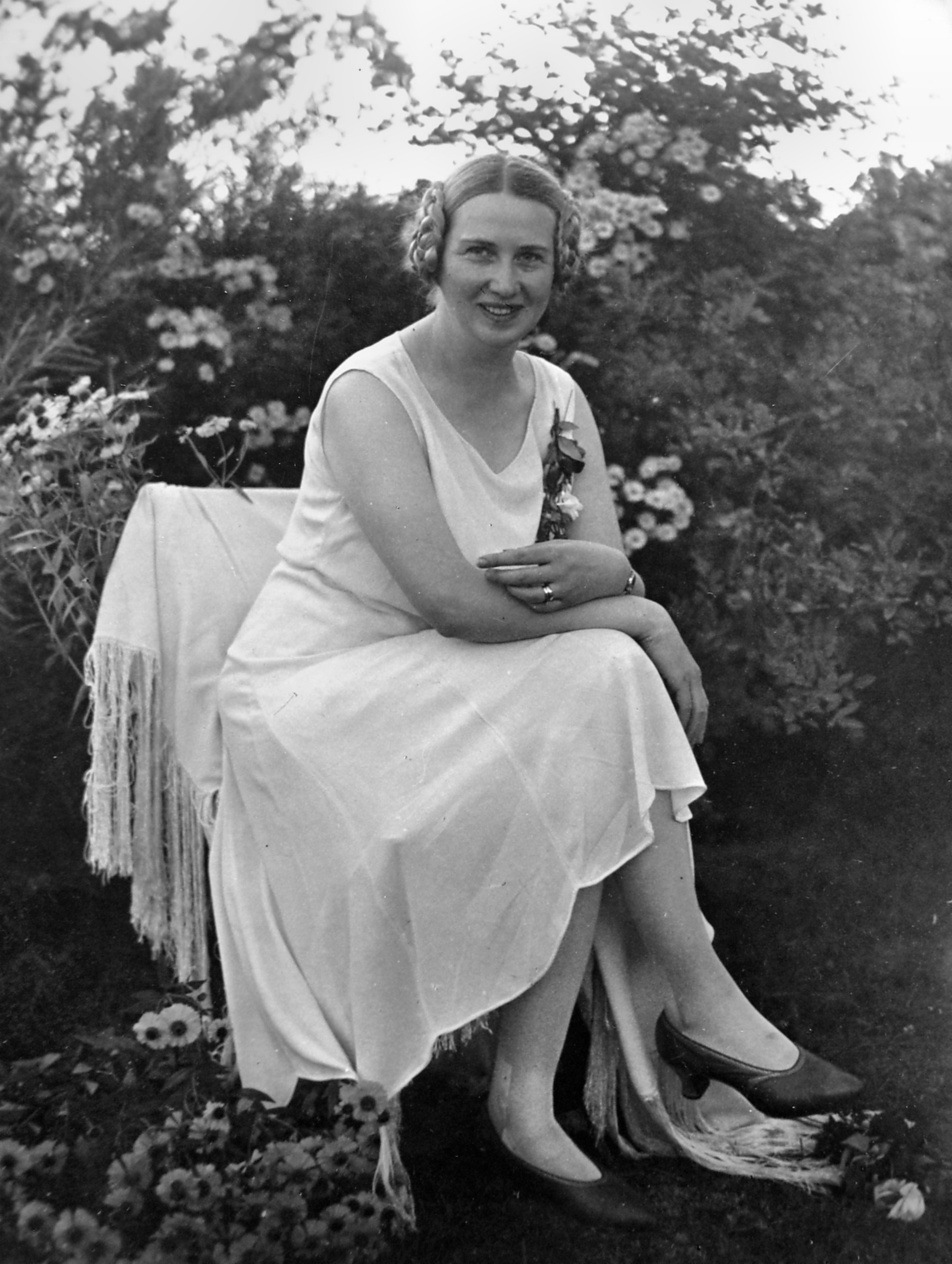
Maria Kohn, nascida Müller, 1929

Hans Kohn casou-se em 16 de outubro de 1912 com Maria, nascida Müller (16 de junho de 1890 — 3 de novembro de 1945), com quem teve dois filhos (Franz e Hanne-Marie). Ele se divorciou em meados da década de 1930. Em seu segundo casamento em 1939, casou-se com Ingeborg Kohnert, nascida Riedemann (15 de janeiro de 1911 — 25 de janeiro de 1990), Hans Kohnert teve outro filho (Johanna).

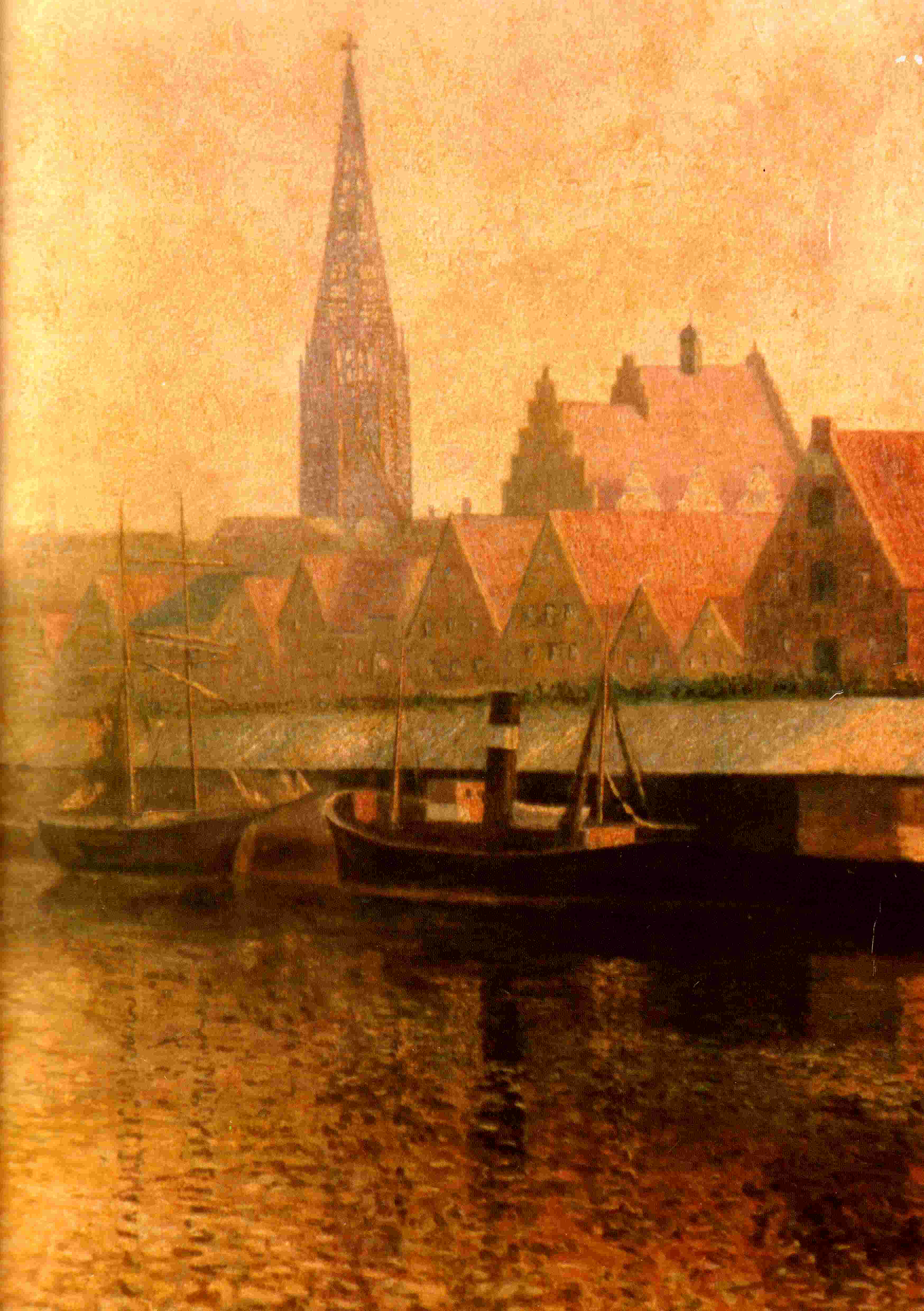
Porto antigo antes de 1914, Bremerhaven, pintura a óleo, Hans Kohnert

Devido às hostilidades sob o Regime Nacional-Socialista devido ao seu sobrenome judaico “Kohn” / “Cohn”, Hans Kohnert solicitou uma mudança de nome para "Kohnert" para si e sua família, bem como seus negócios, que foi aprovado pelo Ministro em 14 de agosto de 1937.

## Contribuição
A empresa de importação e processamento de madeira Pundt & Kohn (incluindo uma fábrica de aplainamento) fundada por seu avô em 1863 em Geestemünde, posteriormente Wesermünde, uma das maiores da o Baixo Weser, teve seu auge e declínio sob Hans Kohn (ert).

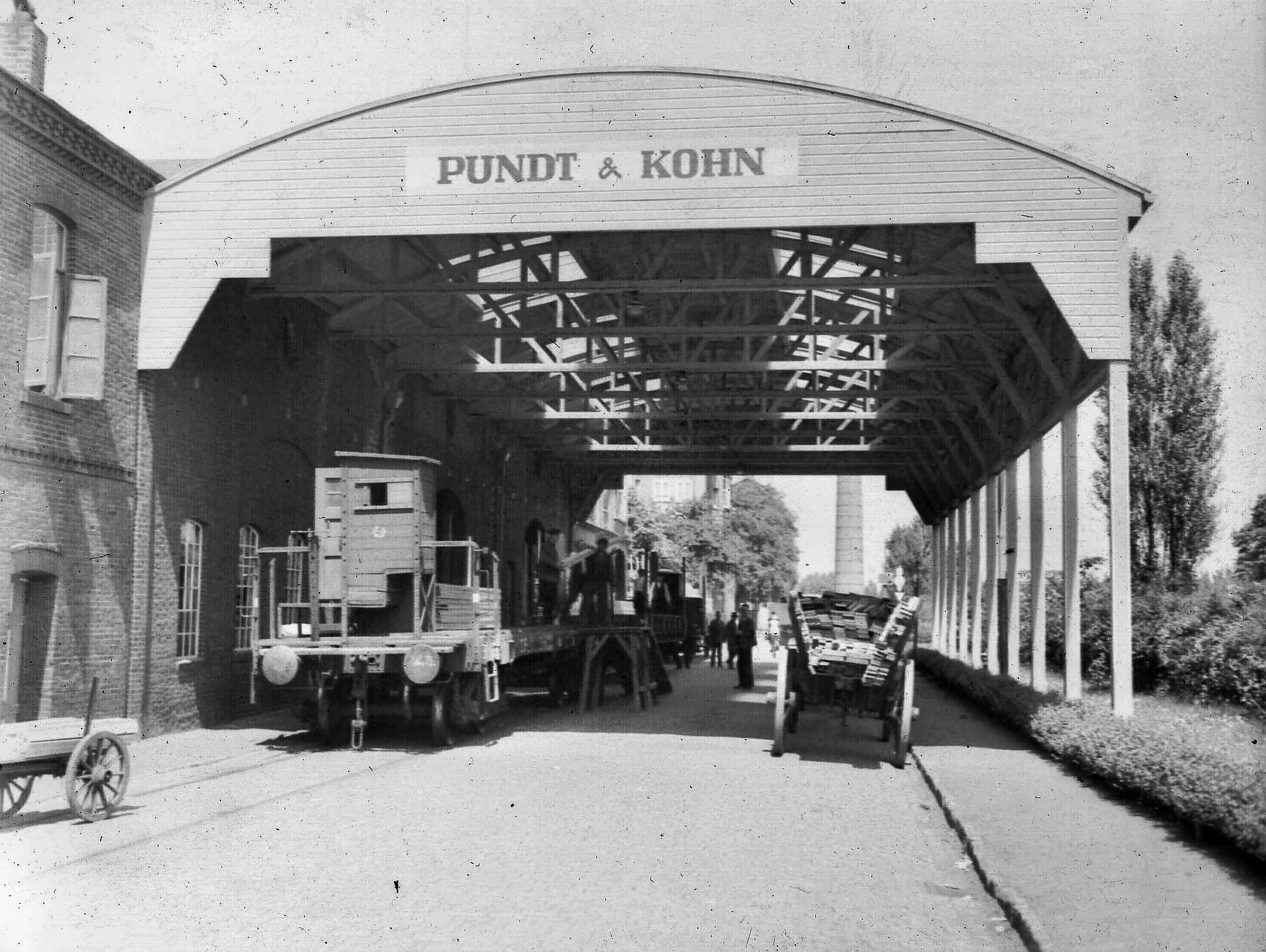
Pundt & Kohn, Importação e processamento de madeira, Bremerhaven, 1936

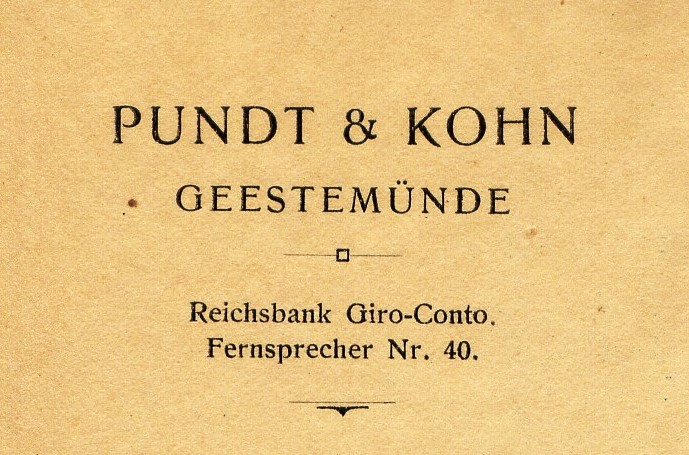
Papeltimbrado da empresa Pundt & Kohn, 1930s

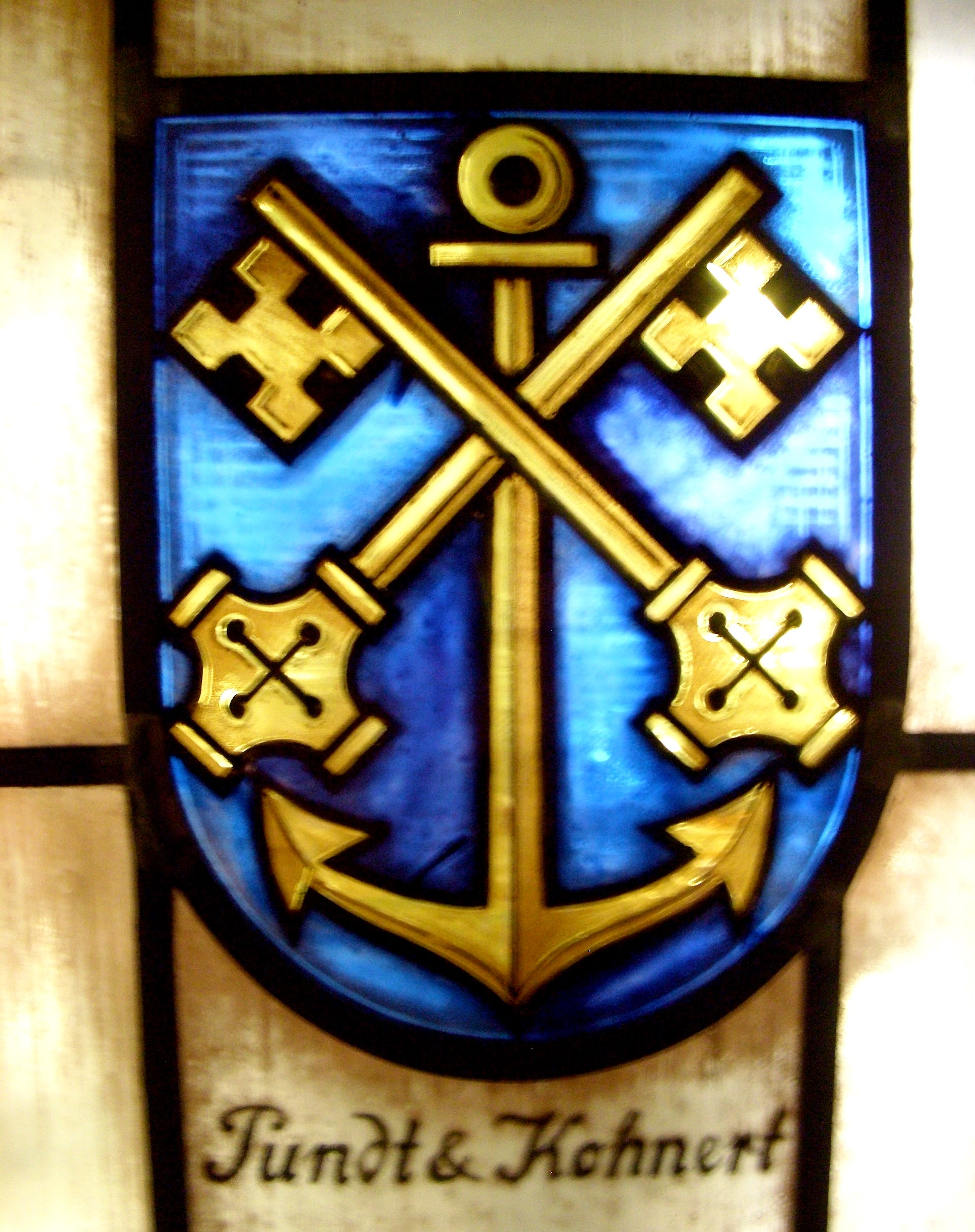
Vidro de armário (pintura sobre vidro) Pundt & Kohn, 1938

Durante a Segunda Guerra Mundial, a fábrica, o depósito de madeira no rio Geeste, o porto de madeira, o antigo porto, bem como os edifícios de escritórios e residenciais na "Schönianstrasse" e na "Boriesstrasse" foram destruídos pelos Aliados bombardeiros durante a noite do bombardeio de Bremerhaven (18 de setembro de 1944).
A empresa nunca poderia se recuperar da destruição do pós-guerra. Após a morte de seu irmão Gerhard Kohnert em 1962, Hans Kohnert assumiu a “Meller Möbelfabrik” (MMM), que Gerhard havia fundado em 1909 em Melle perto de Osnabrück. Após a guerra, esta última já estava intimamente ligada à empresa importadora de madeira (P&K) por um acordo de transferência de lucros (1956-1966), o que contribuiu para que os investimentos e modernizações necessárias à MMM não tivessem sido realizados. Em 1966, para evitar a falência, a MMM foi vendida por Hans Kohnert a grandes credores. Em janeiro de 1975, a MMM foi definitivamente declarada falida por seus novos proprietários.

## obra (de vida)

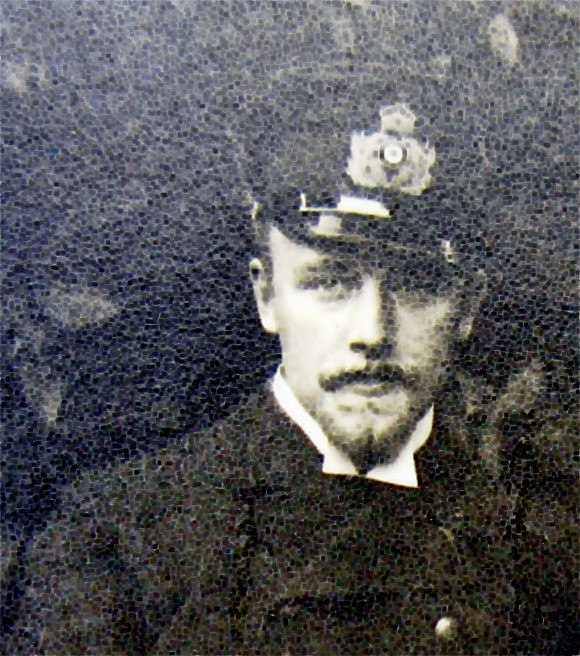
Hans Kohn, oficial da Marinha Imperial Alemã, 1915

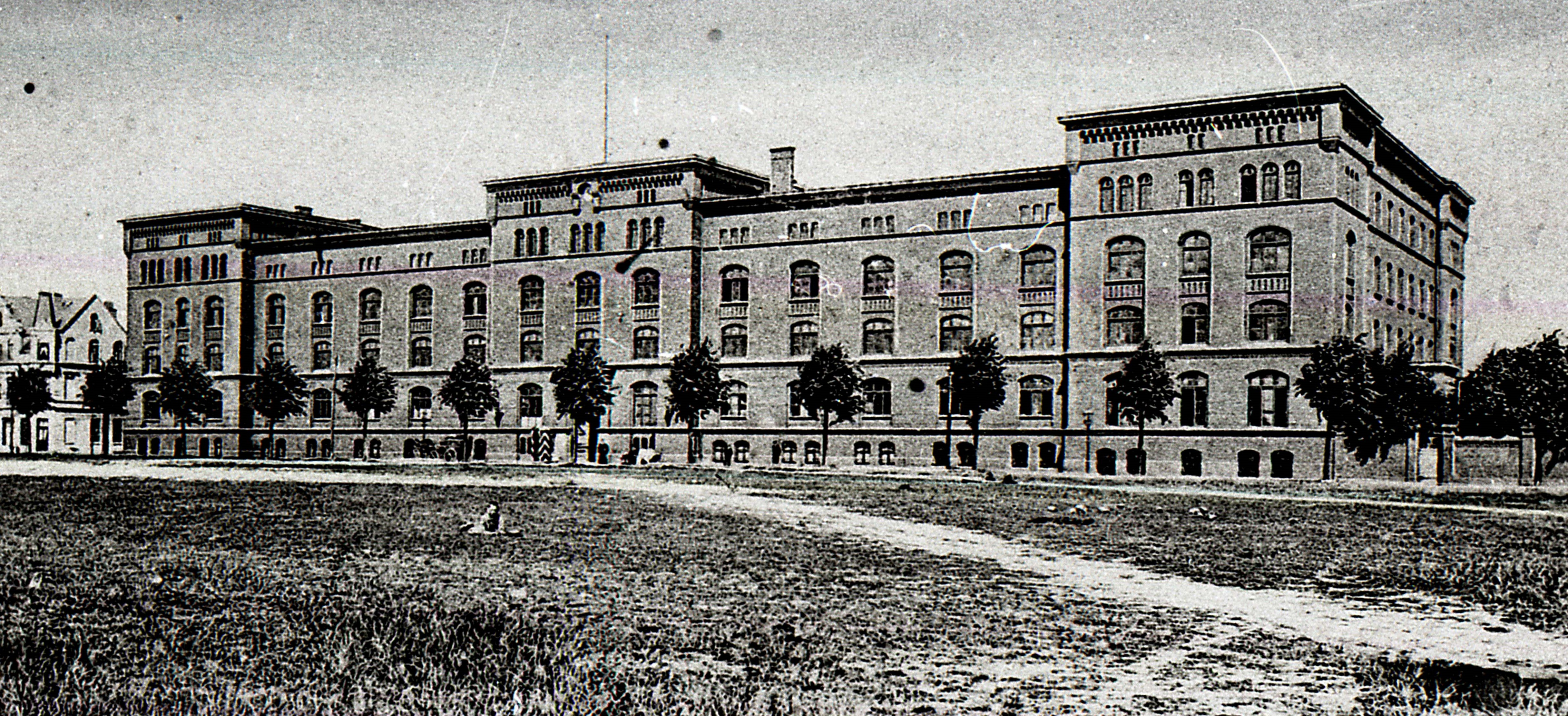
III quartel. artilharia naval, Bremerhaven-Lehe, aprox. 1900

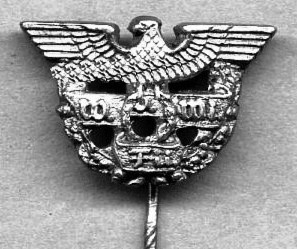
Wehrwirtschaftsführer, distintivo civil

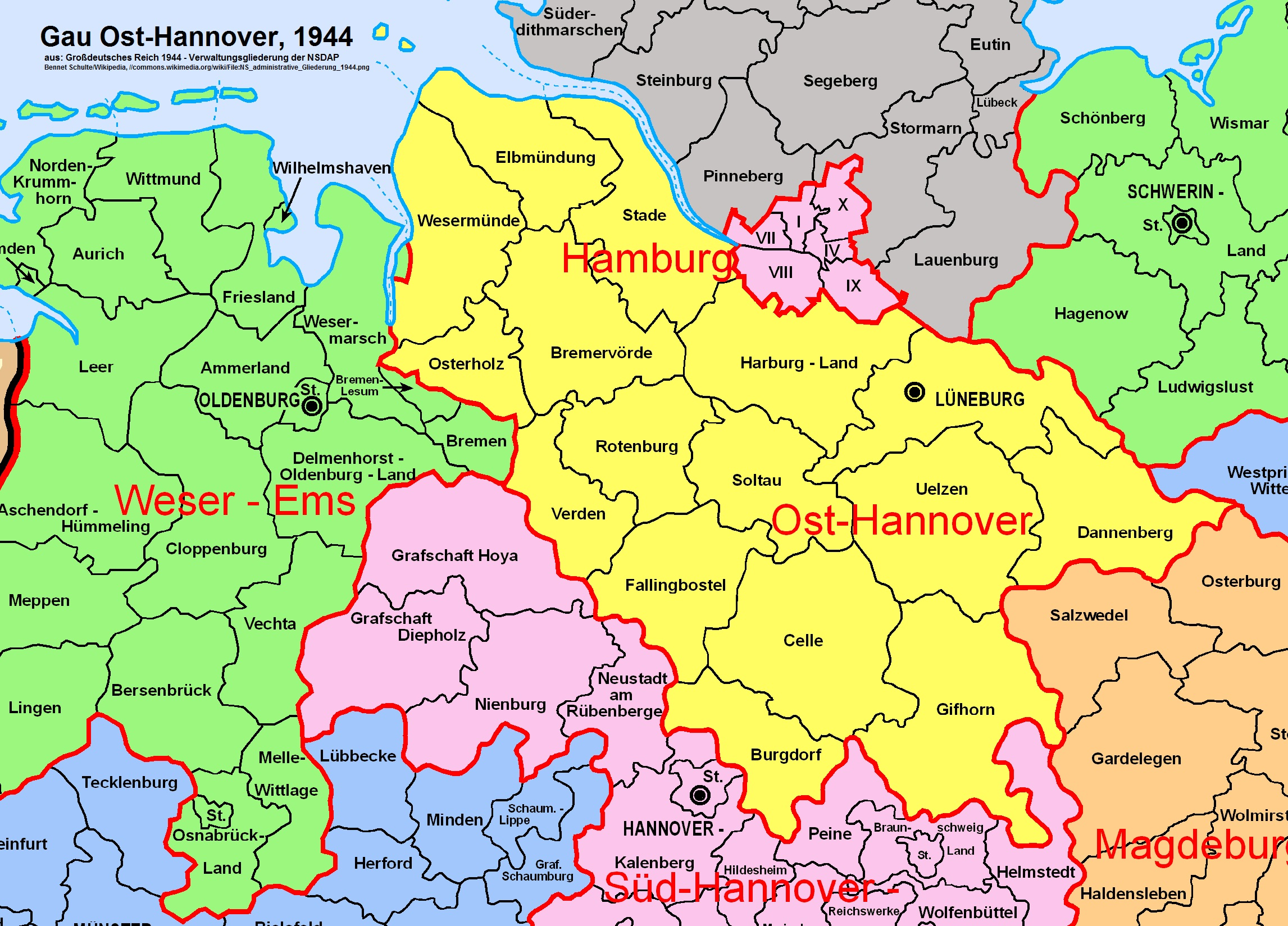
Mapa do Gau (distrito administrativo do nazismo) Hanôver-Leste, 1944

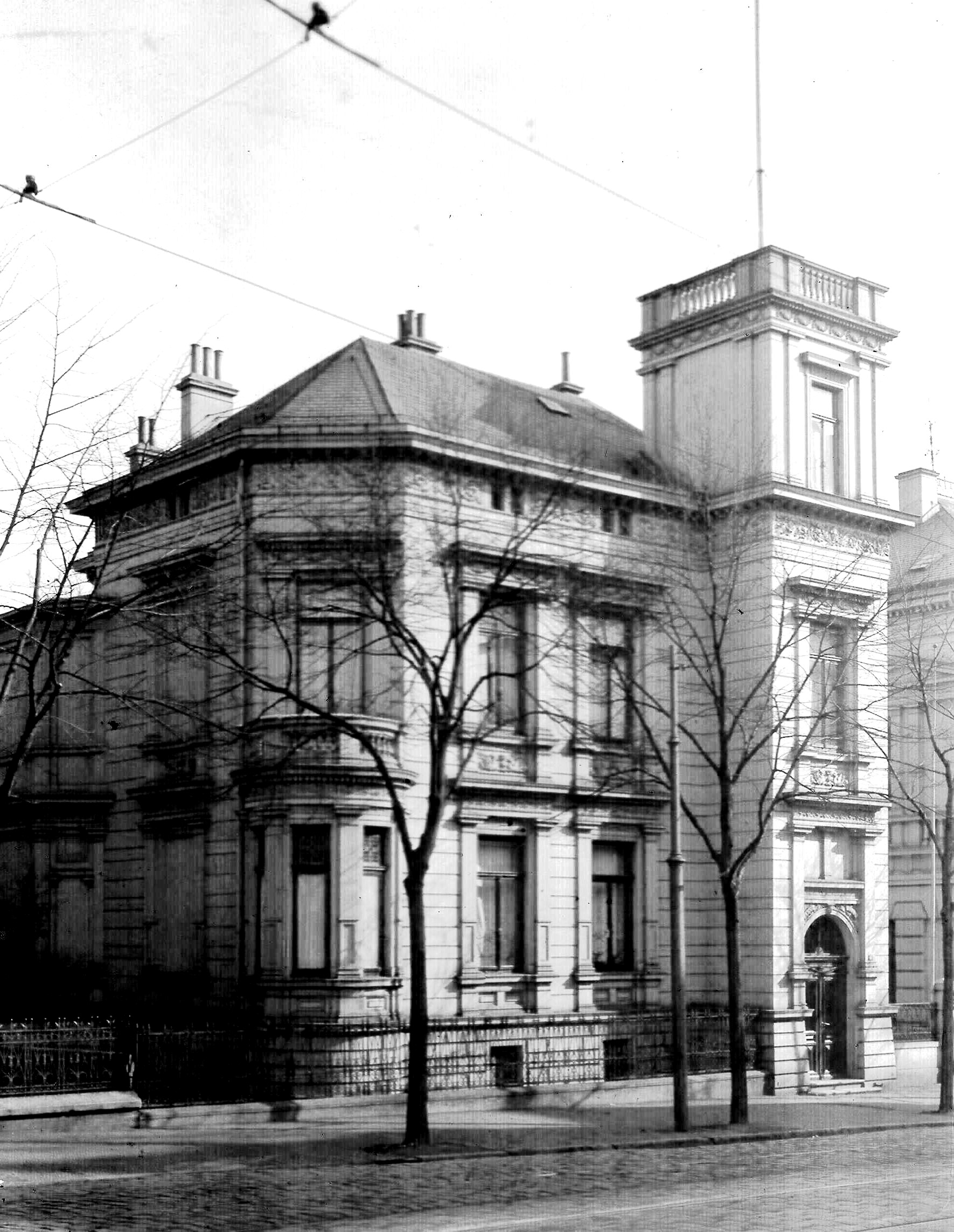
Residência Villa Kohn, Borriestr. 6, Geestemünde, 1929, bombardeado 1944

Além de suas atividades empresariais, Hans Kohnert tornou-se conhecido além das fronteiras locais por seu trabalho político e voluntário profissional. Por exemplo, Hans Kohnert foi membro dos conselhos de supervisão do "Bremer Landesbank", "Kreditanstalt Oldenburg" e "Geestemünder Bank" (1941-67; presidente: 1951-1967). 
Durante a Primeira Guerra Mundial, Hans Kohn serviu como oficial naval na III. Artilharia de fuzileiros navais, principalmente pertencente ao Weser, “Fort Brinkamahof II”, perto de Weddewarden / Imsum. O forte foi constantemente guarnecido durante a Primeira Guerra Mundial, mas - como todos os fortes no Baixo Weser - nunca participou de combate operações. Durante o último ano da guerra de 1917/18, o Tenente Kohn assumiu o comando da companhia e participou da Terceira Batalha de Flandres contra os Aliados em Flandres (Bélgica), de agosto de 1917 a 19 de fevereiro 1918.
Por ocasião da revolta dos marinheiros em Bremerhaven em novembro de 1918, Hans Kohn retirou-se temporariamente da vida pública e dedicou-se à la pintura. Que seu trabalho ainda não foi incluído no cânone dos artistas locais em Bremerhaven e arredores , como Klaus Bemmer ou Paul Ernst Wilke, provavelmente se deve ao fato de as pinturas pertencerem quase exclusivamente a particulares ou terem sido destruídas pelos efeitos da guerra. 

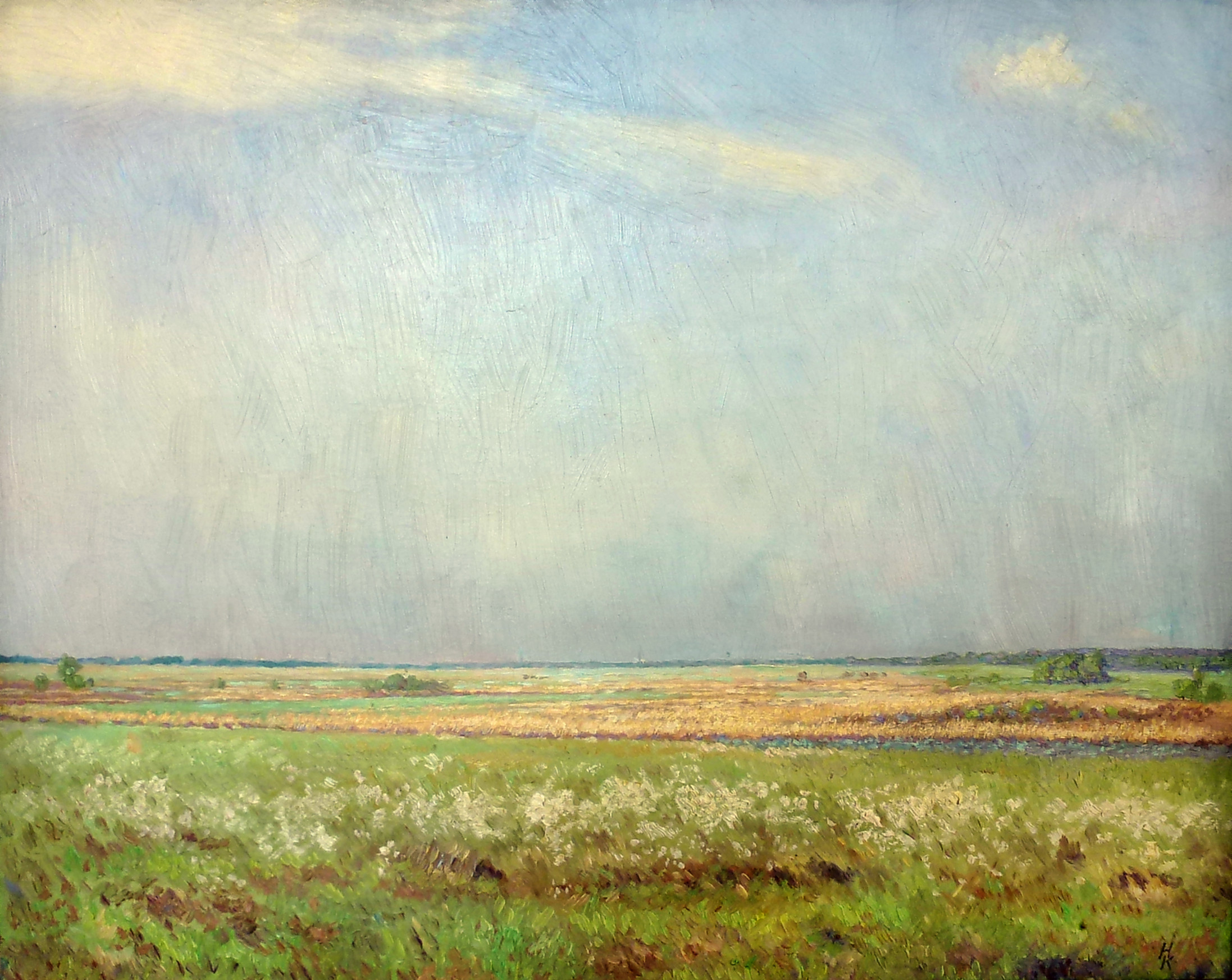
Paisagem das nuvens e do pântano em Weddewarden; pintura a óleo, Hans Kohnert

Para Hans Kohnert, aplicava-se o princípio orientador que também moldou as ações de seu pai: um empresário não deve apenas pensar em seus negócios e ganhar dinheiro, mas também assumir a responsabilidade pelo bem comum. Seu pai foi senador em Geestemünde de 1898 até sua morte. Quinze anos depois, Hans Kohnert recebeu o mesmo título. Em 1 de dezembro de 1924, tornou-se membro honorário não remunerado do magistrado de Wesermünde para a 'burguesia local' e ocupou esse cargo até 1929.
Após a tomada do poder pelos nacional-socialistas (1933), Hans Kohn concorreu à presidência da Câmara de Comércio e Indústria de Bremerhaven (IHK) e foi eleito contra os votos do NSDAP. Em 1938 ingressou no NSDAP (retrospectivamente desde 1937). De acordo com suas próprias declarações, isso aconteceu sob pressão do juiz Nazi (“Gaurichter”) Gravenhorst e para proteger o IHK de novos ataques do NSDAP.

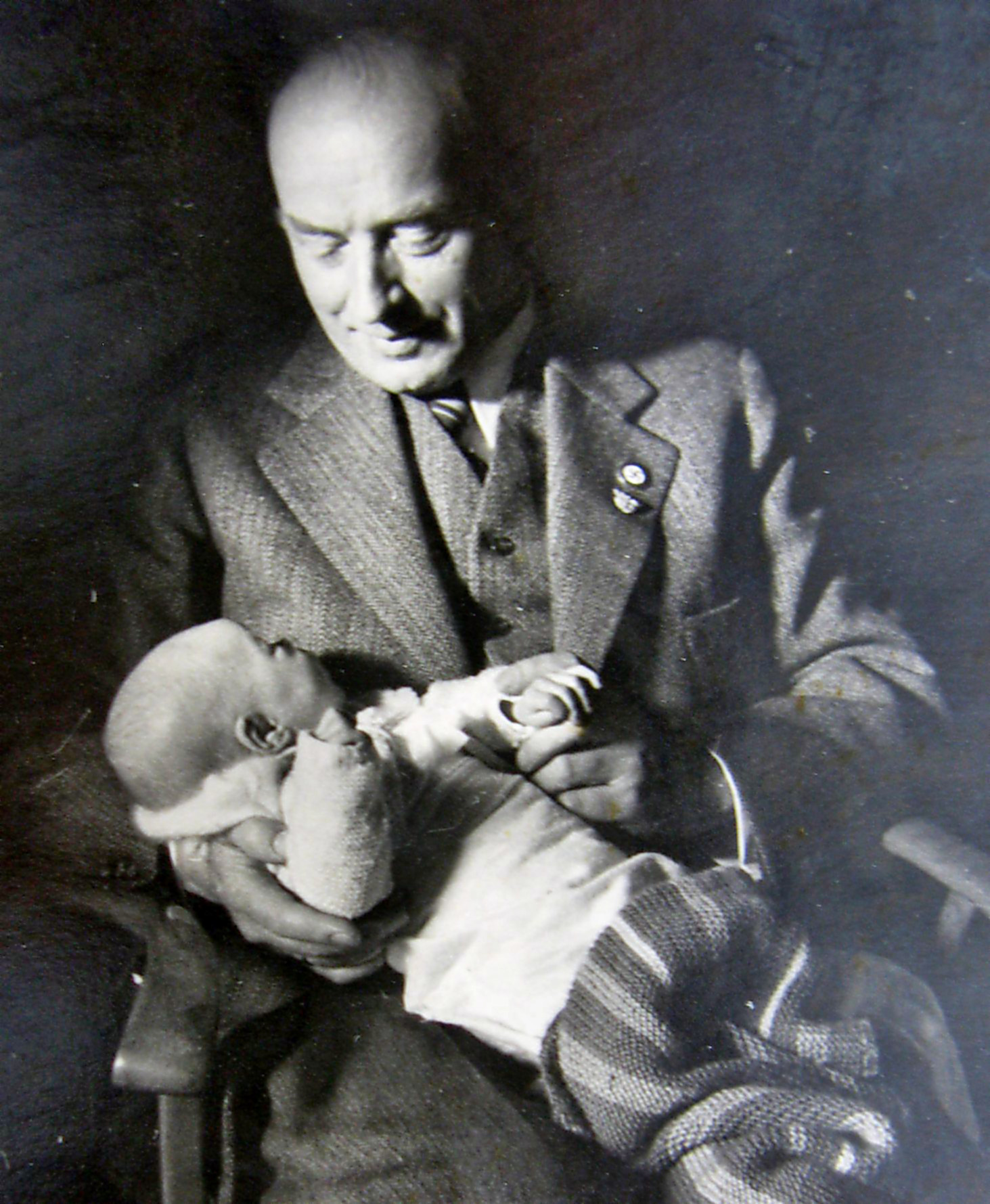
Hans Kohnert no batizado de sua primeira neta com Crachá Dourado do Partido Nazi e Wehrwirtschaftsführer broche, março de 1944

De 1933 a 1945, Hans Kohn(ert) foi presidente da Câmara de Comércio de Bremerhaven. De 1943 a 1945, ele também foi nomeado Wehrwirtschaftsführer e presidente da nova câmara provincial de comércio ("Gauwirtschaftskammer", GWK) Hanôver-Leste. "Por seus esforços bem-sucedidos para proteger a Câmara do acesso do estado, Kohnert foi nomeado presidente honorário do IHK em 1951". Após o fim da Segunda Guerra Mundial, o poder de ocupação americano impôs uma proibição profissional de dois anos a Hans Kohnert e confiscou temporariamente seus ativos comerciais. Durante esse tempo viveu em uma casa improvisada em Drangstedt porque sua villa em Geestemünde havia sido destruída no bombardeio de 1944, e voltou a se dedicar à pintura.
Hans Kohnert assumiu a importação de madeira em 1948 e em 1951 tornou-se presidente do conselho fiscal do "Geestemünder Bank", do qual era membro desde 1941. Participou de eventos políticos e sociais, embora mais retraído. Assim, ele presidiu as Sociedades de Promoção da Reconstrução do Teatro da Cidade e da Construção dos Banhos da Cidade. A morte de Kohnert também significou uma grande perda para a  Congregação Protestante Unida na Igreja Memorial do Prefeito Smidt, que o nomeou para o conselho da igreja em 1949. Ele pertencia lá desde 1950 aos três construtores. Hans Kohnert representou sua congregação no Congresso da Igreja de Bremen de 1951 a 1964, e as duas cidades portuárias de Bremerhaven e Vegesack no comitê da igreja como corpo supremo de 1954 a 1964. Na década de 1920, Kohnert provou sua atitude social quando presidiu o acampamento de verão Geestemünde. Esta associação de cidadãos ricos de Geestemünde queria permitir que crianças em idade escolar que precisam descansar tivessem férias gratuitas e, para isso, adquiriu o acampamento escolar de Bederkesa.

## distinção
- Presidente Honorário da Câmara de Comércio e Indústria de Bremerhaven desde 1951
- Patrono e membro (honorário) da Heimatbund (associação nacional) do Männer vom Morgenstern, uma das mais importantes federações nacionais da Baixa Saxônia e Bremen na foz do Weser e o Elbe, com sede em Weddewarden (Bremerhaven).

## Pinturas de Hans Kohn da região deBremerhaven(seleção)

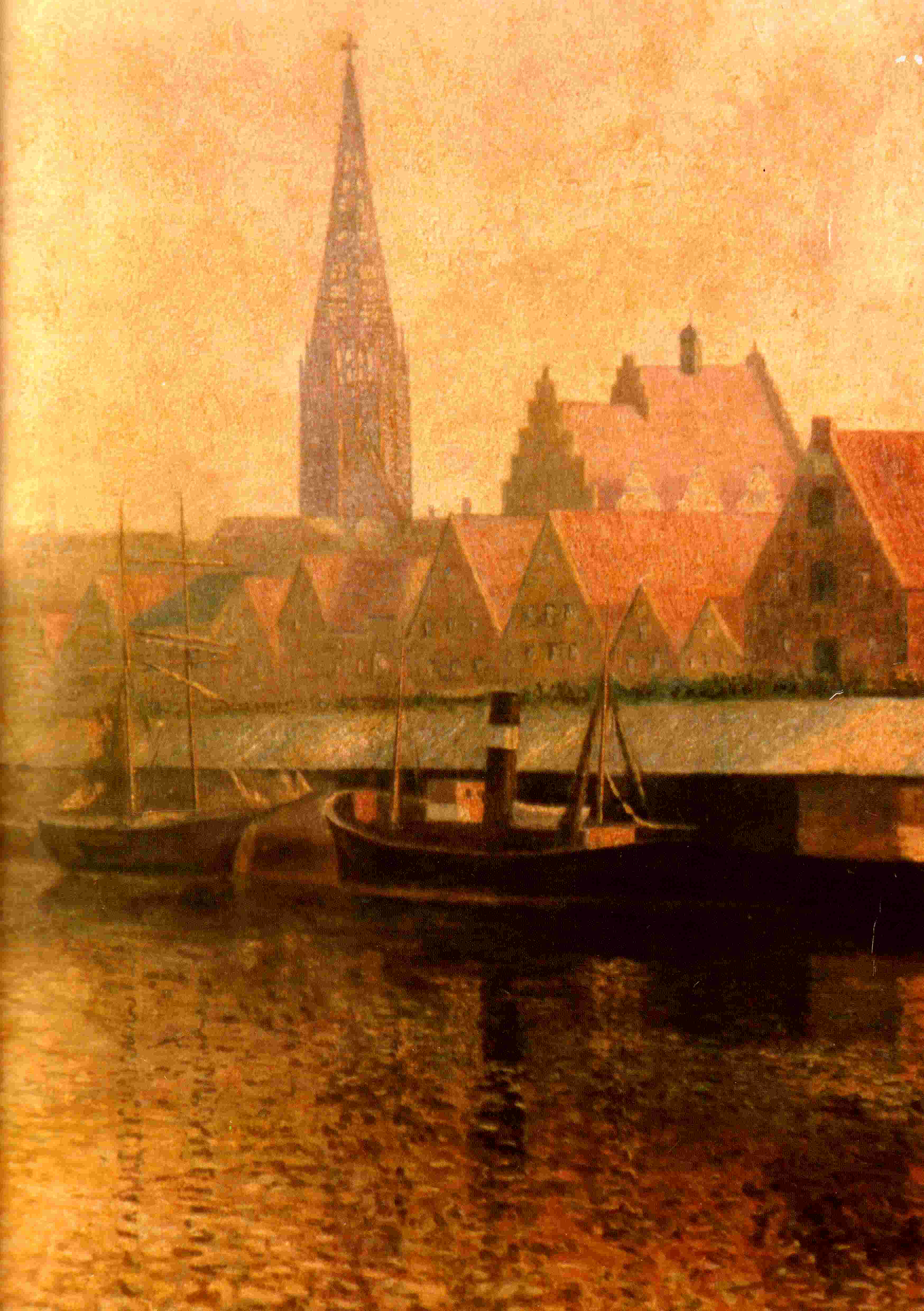
Antigo Porto de Bremerhaven (óleo sobre compensado, 1921)
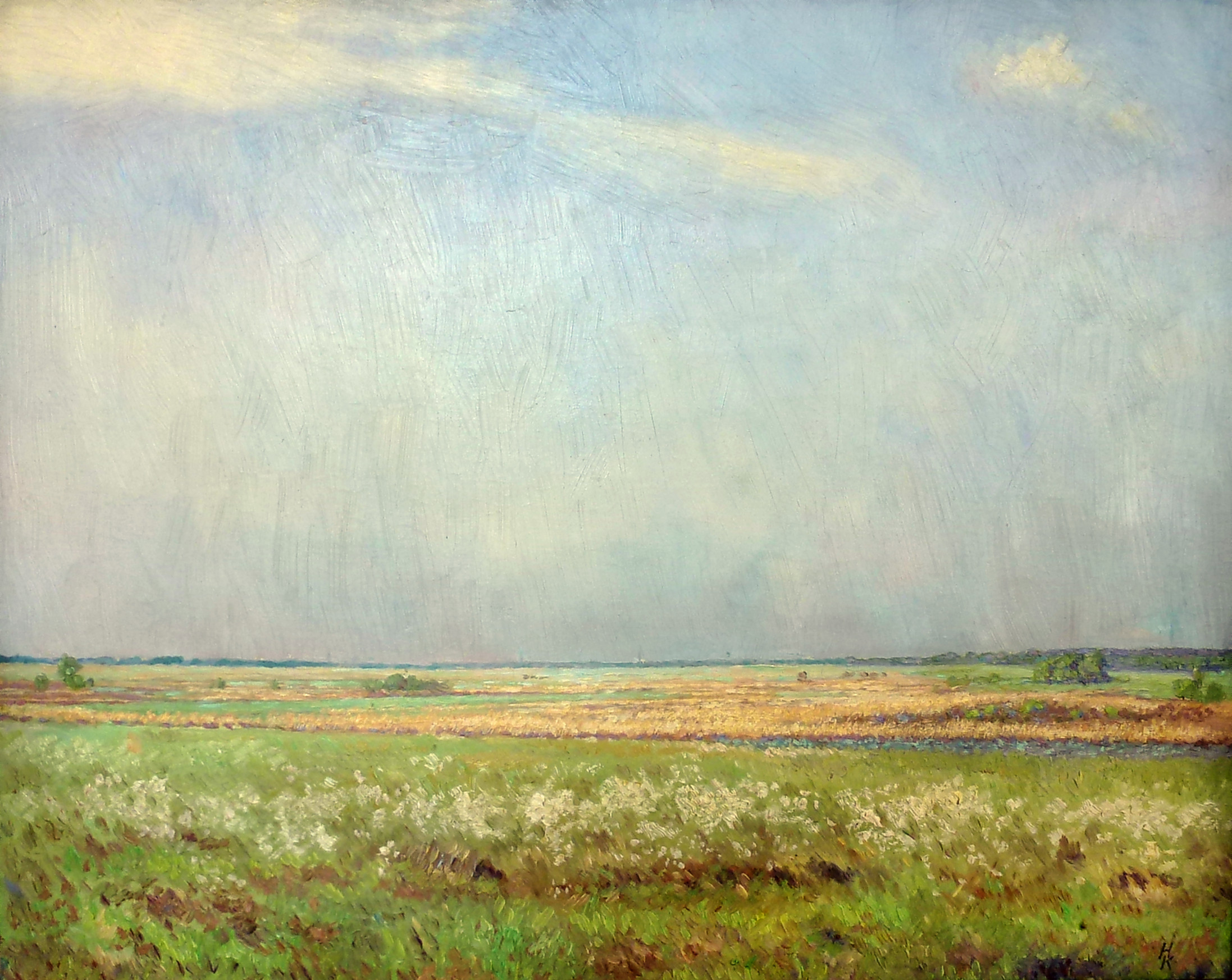
Paisagem nublada, mais perto de Weddewarden (óleo sobre madeira compensada, 1921)
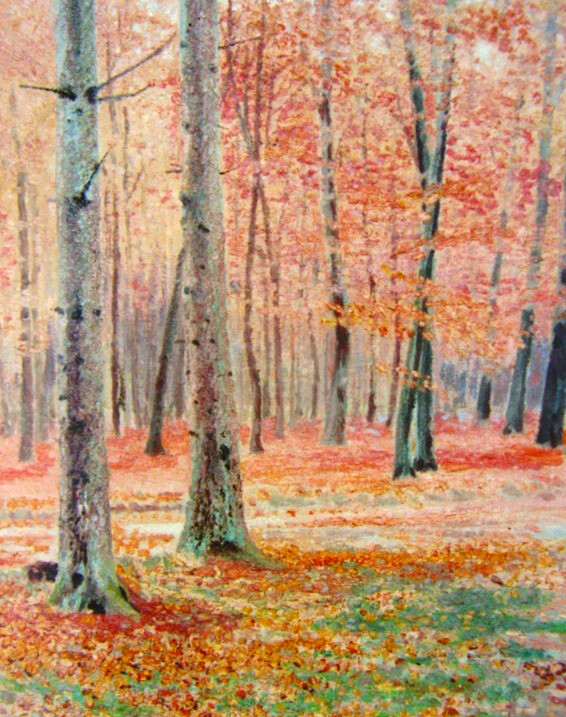
Floresta de faias de outono (óleo sobre compensado, 1921)
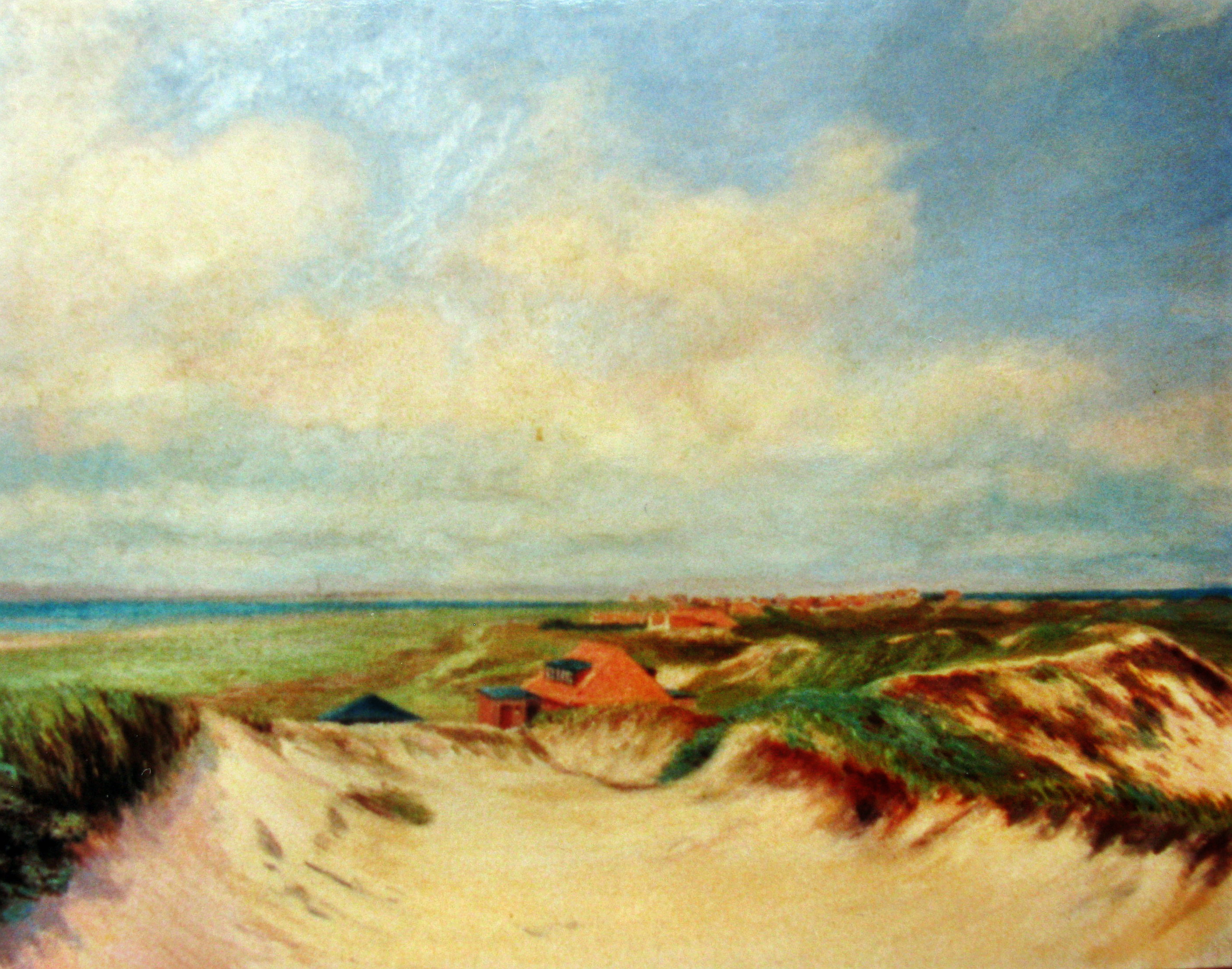
Dunas da Ilha de Norderney (óleo sobre compensado, 1923)
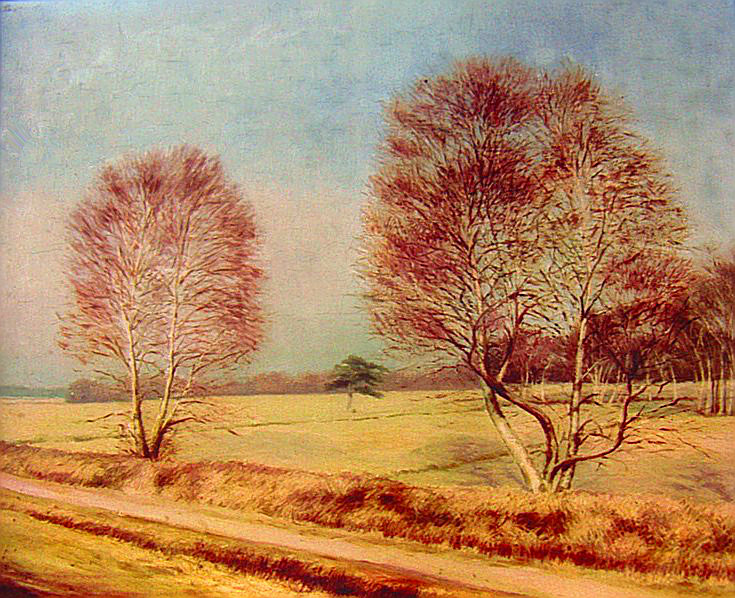
Paisagem de bétula de inverno (óleo sobre madeira compensada), 1921)
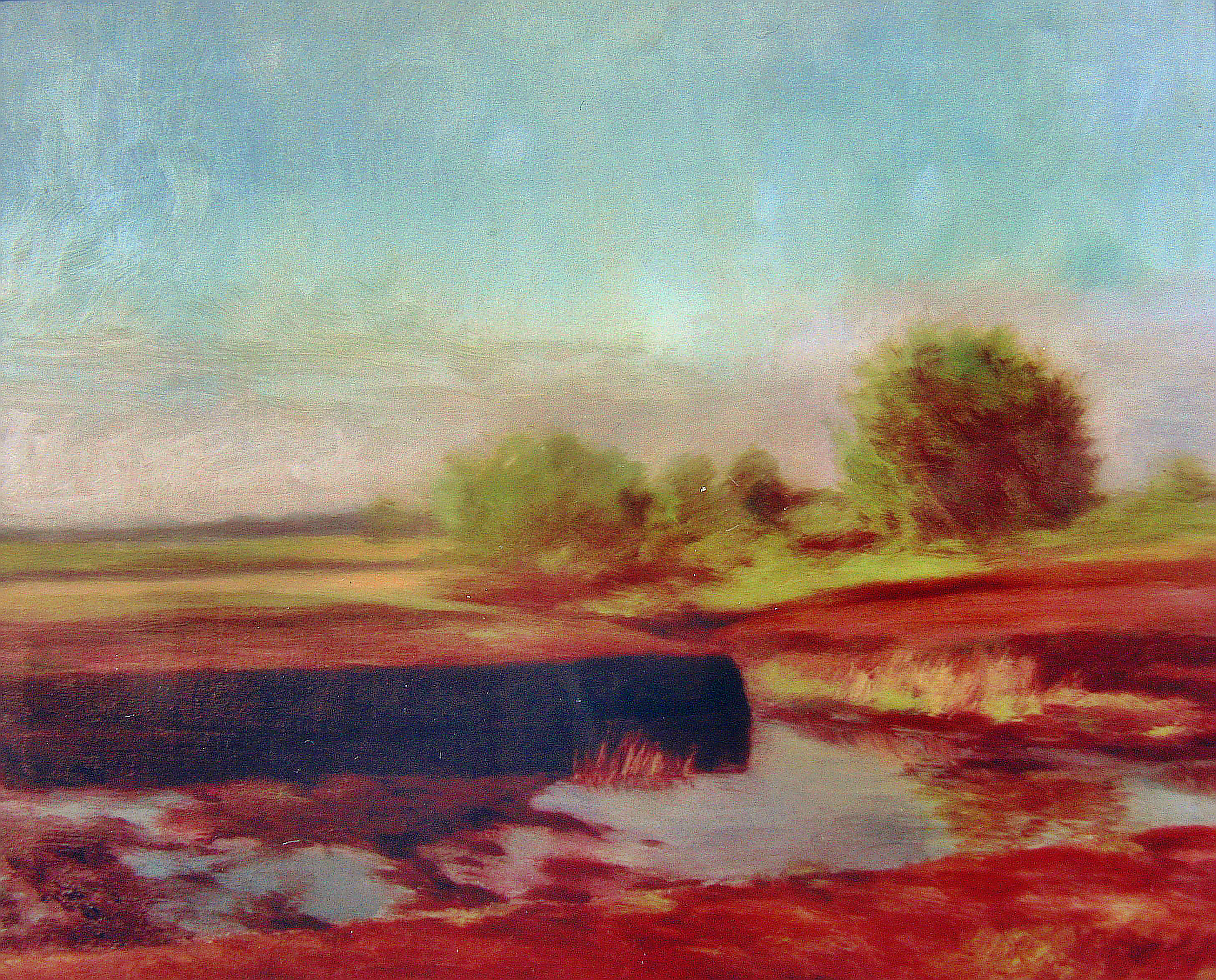
Corte de turfa (óleo sobre compensado), 1921)
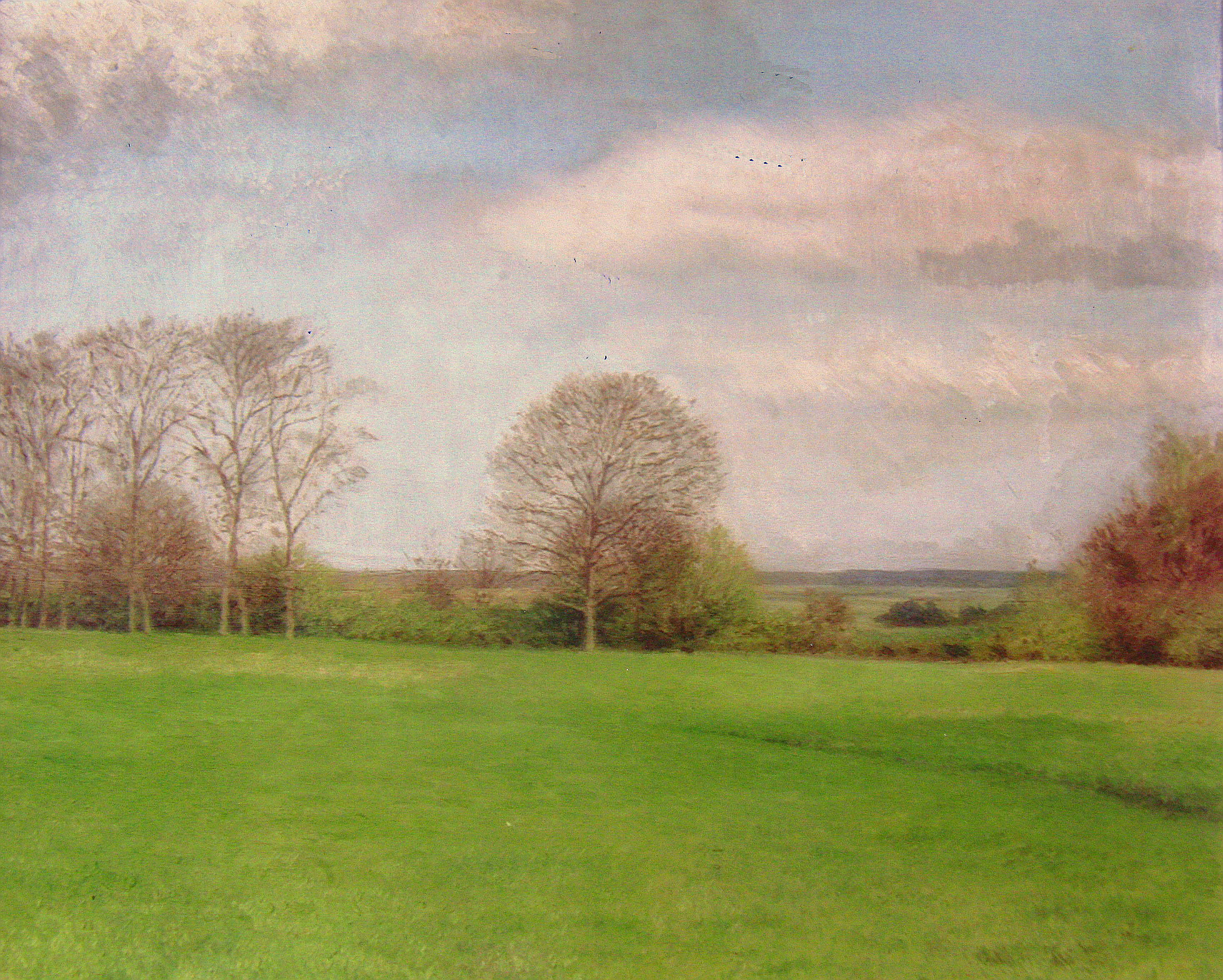
Paisagem com árvores e pastagens (óleo sobre compensado, 1921)
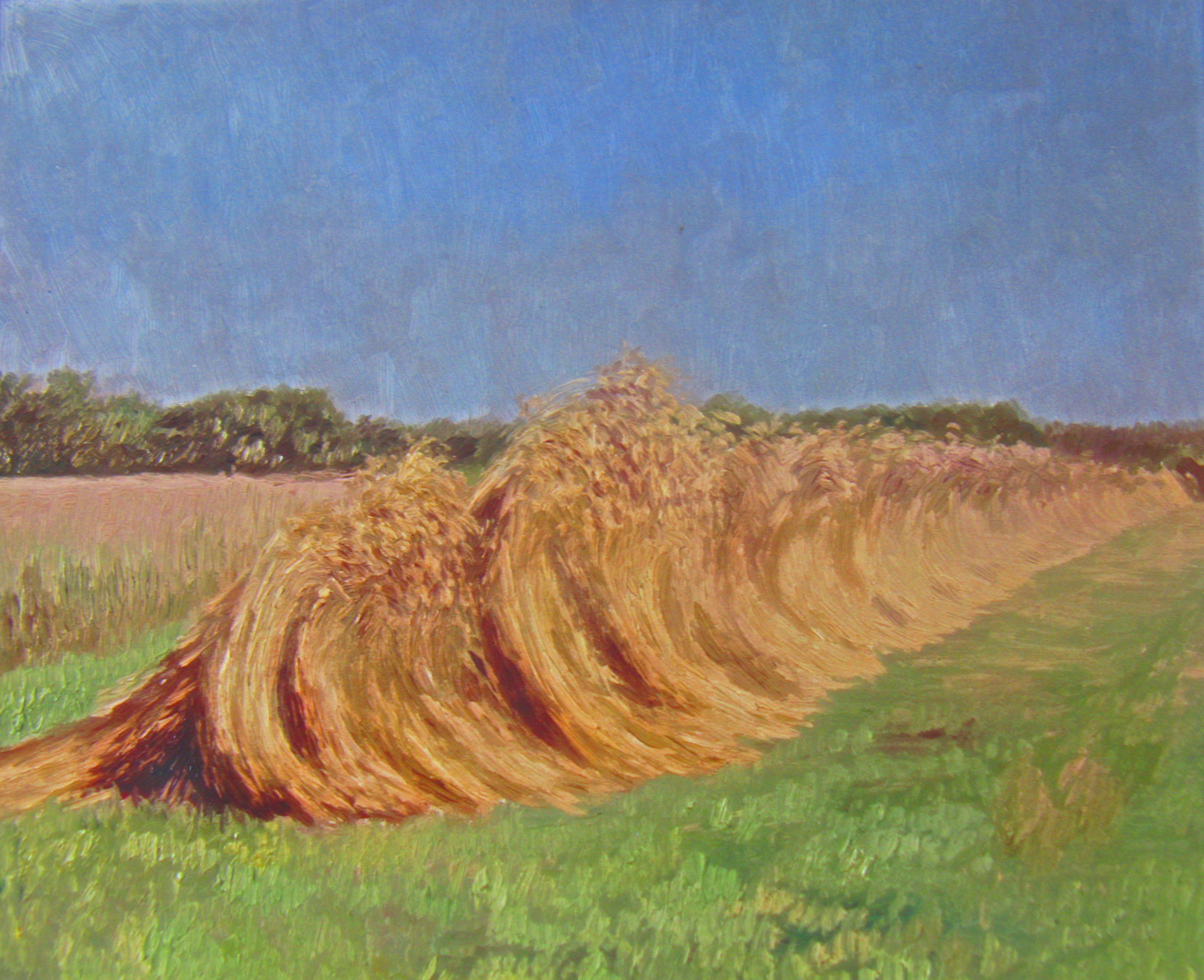
Colheita de centeio (óleo sobre compensado), 1920)
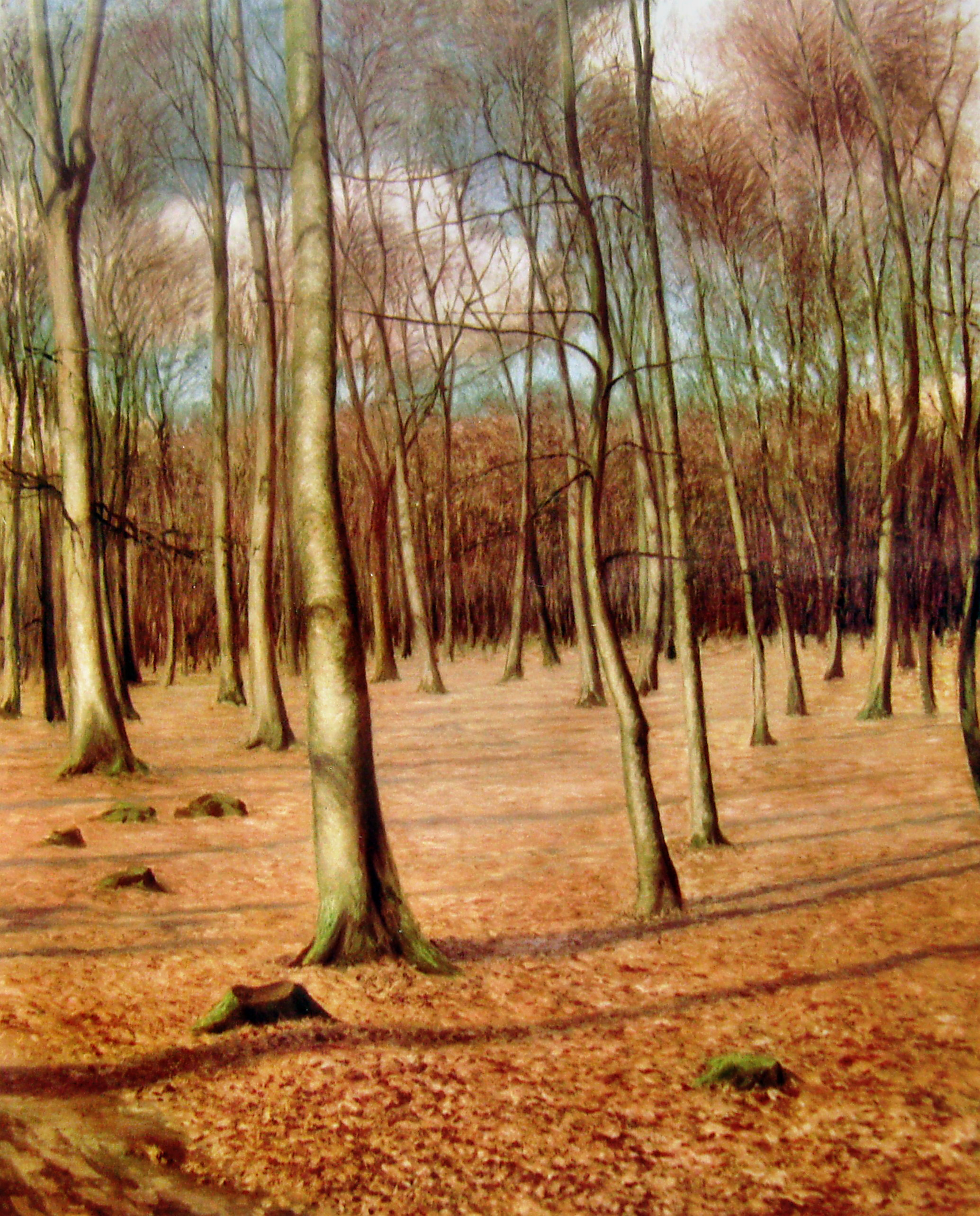
Floresta de faias de inverno, (óleo sobre compensado), 1920)
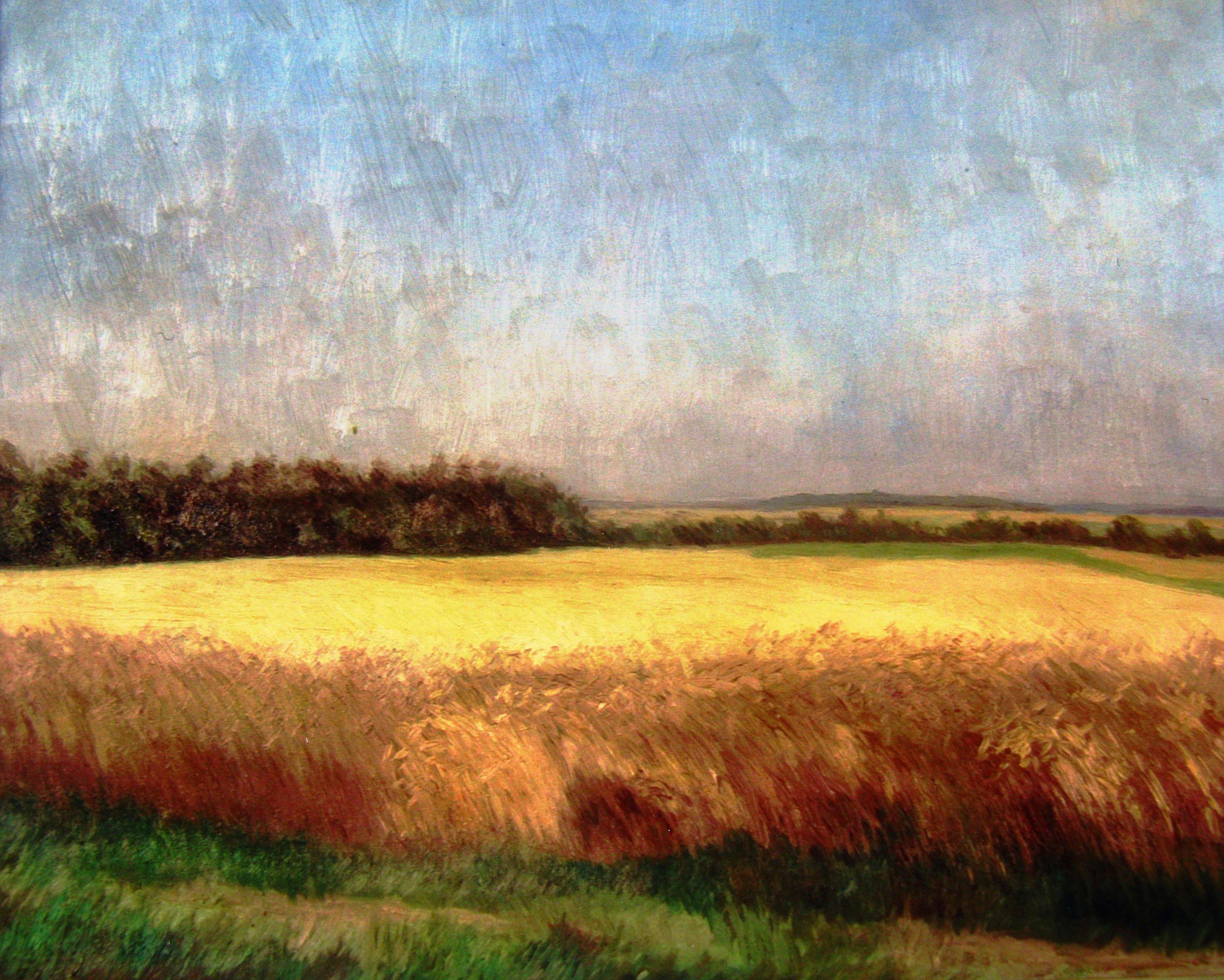
Campo de Cereais (óleo sobre compensado), 1921)
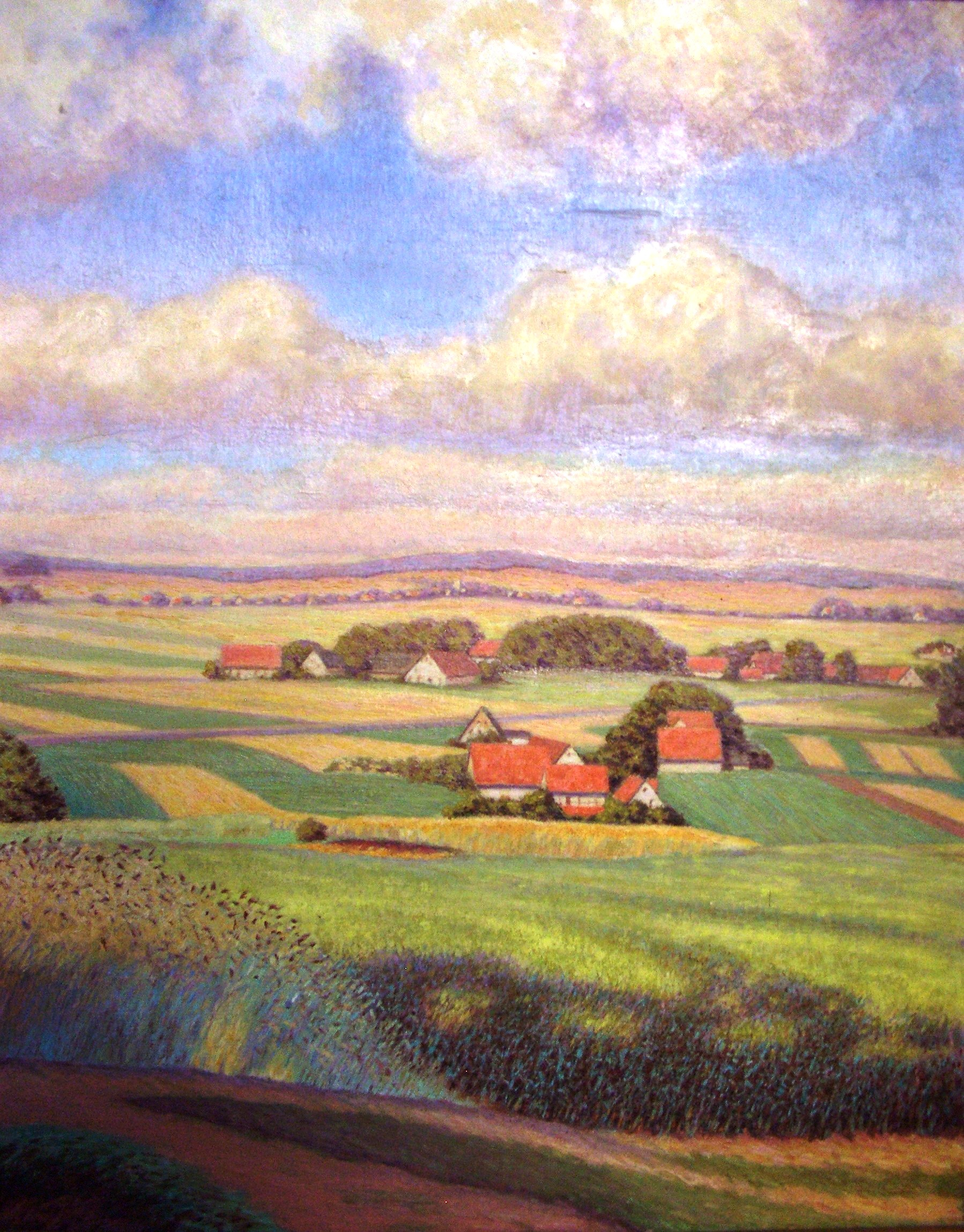
Aldeia sob o céu de verão (óleo sobre compensado), 1920)
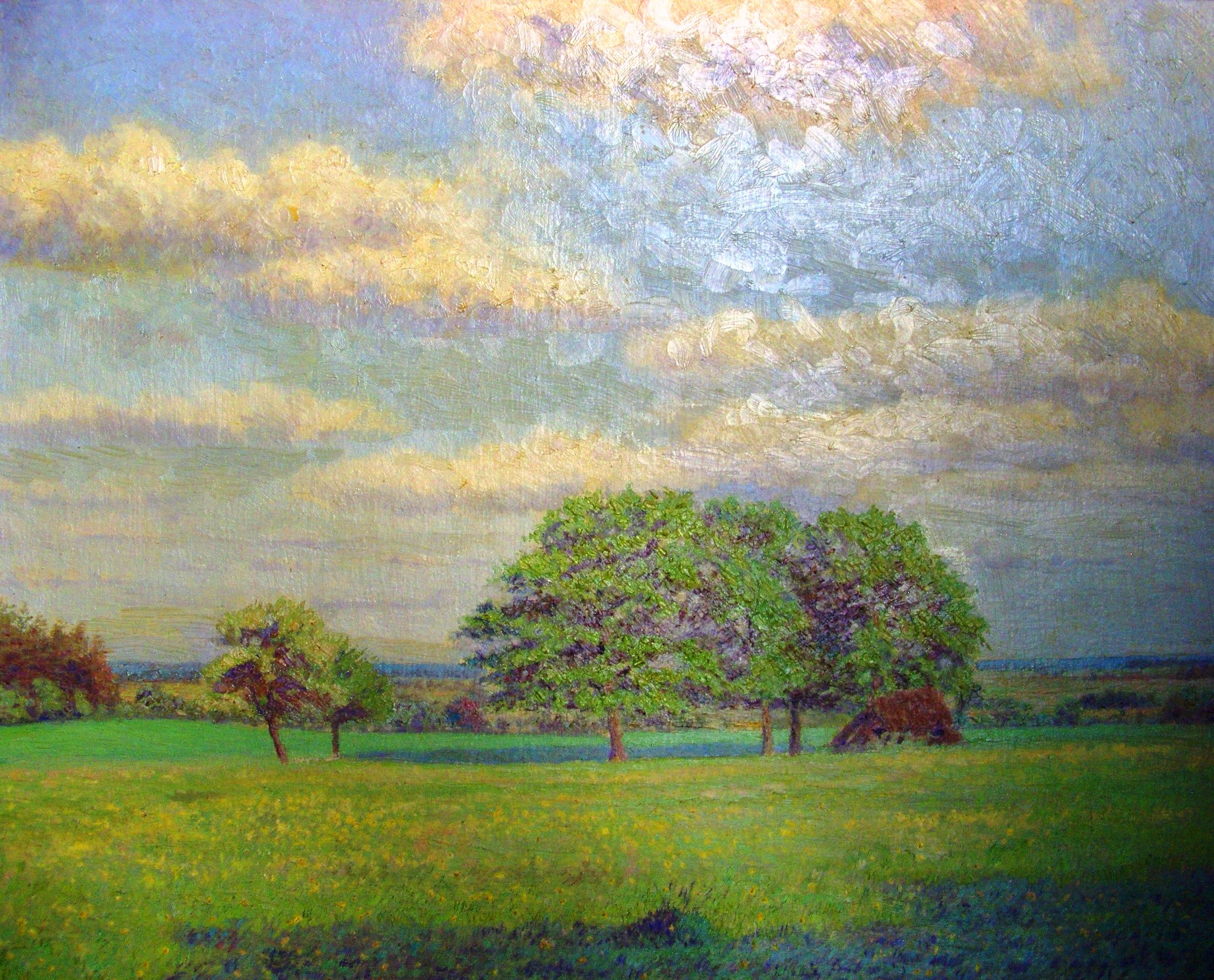
Prado de verão florescendo (óleo sobre compensado), 1920)
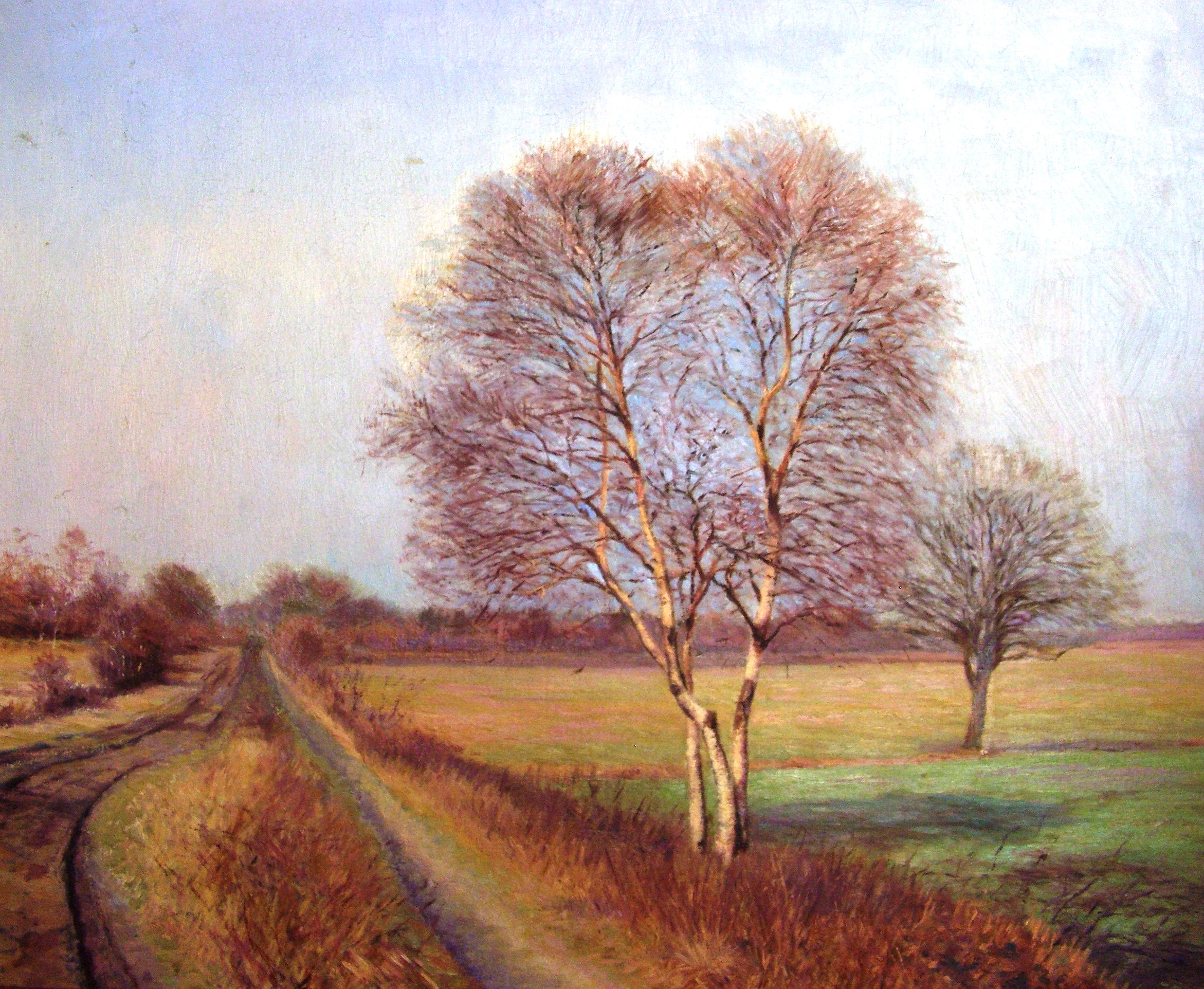
Pista agrícola e bétula no outono (óleo sobre compensado), 1920)
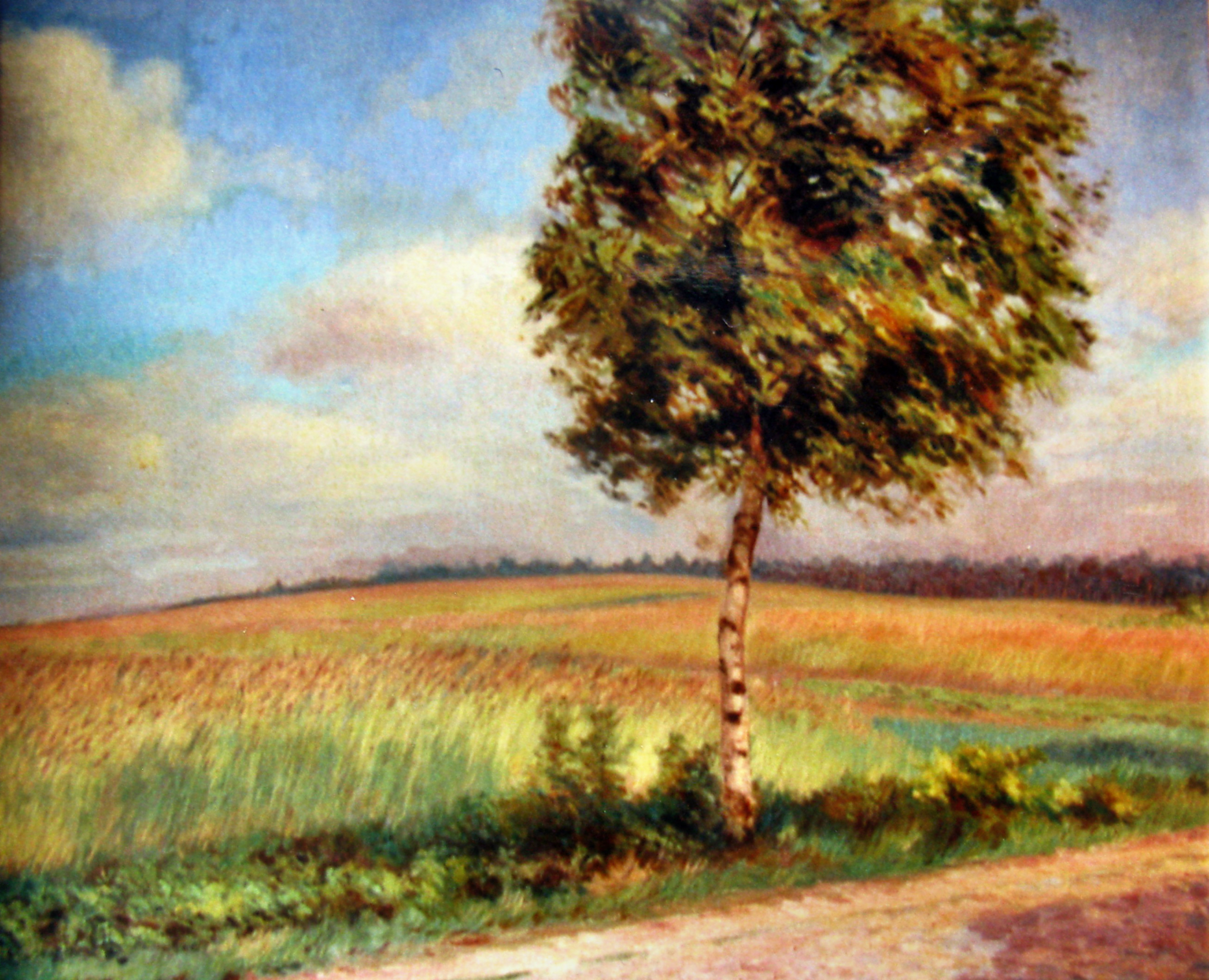
Vidoeiro, milharal e céu de verão (óleo sobre compensado), 1920)

## Références
1. ↑  "Der Maler Hans Kohnert", em: Zeitreise an der Küste (viagem no tempo no litoral), exposição online novembro 2020, Museu Histórico, Bremerhaven
2. ↑   de:Luftangriffe auf Wesermünde, veja mais "A noite do desastre em Bremerhaven (Wesermünde) em 18 de setembro de 1944 (episódios 1 e 2)" (em alemão), por Heinrich Kloppenburg (1888-1981), Bremerhaven. PSM-dados, história, literatura primária.
3. ↑  ver: "Eröffnung des Konkursverfahrens beantragt. In der Meller Möbelfabrik ruht die Produktion". Em: 'Meller Kreisblatt', 23 de janeiro 1975.
4. ↑  De acordo com a pesquisa nos arquivos militares de Freiburg, 2014-2015, ver também 'Bundesarchiv' (seleção): RM 121-I/620. Título: "Flandres"; RM 121-I/626, título: "Totalmente Secreto"; RM 121-I/638, título: "Exercícios na área de serviço"; ver mais: (1) Scherer, Wingolf (ed.)(2009): Wandel - Die verstummte Begeisterung. Flandern 1914-1918: Briefe Aufzeichnungen und Fotos eines Seesoldaten des Marinekorps in Flandern. Verlag: Helios.
5. ↑   Grapenthin, Elke: Künstler und Künstlerinnen in Bremerhaven um Umgebung 1827-1990. Bremen: Verlag H. M. Hauschild 1991
6. ↑  Obituário do falecido Hans Kohnert no “Nordsee Zeitung”, 12 de janeiro de 1967
7. ↑  Negociações do principal comitê de desnazificação da cidade de Hanover; AZ: RIS VE: 3522, Kult, v. 02.10.1948.
8. ↑  De: “125 anos IHK Bremerhaven; '1925 - 1950, liberal mesmo em tempos difíceis”, IHK, Bremernhaven
9. ↑  “Nordsee-Zeitung“, 12 de janeiro de 1967